# Odontobutis interrupta
Odontobutis interrupta är en fiskart som beskrevs av Jirô Iwata och Jeon, 1985. Odontobutis interrupta ingår i släktet Odontobutis och familjen Odontobutidae. Inga underarter finns listade i Catalogue of Life.